# Champagné-les-Marais
Champagné-les-Marais – miejscowość i gmina we Francji, w regionie Kraj Loary, w departamencie Wandea.
Według danych na rok 1990 gminę zamieszkiwało 1257 osób, a gęstość zaludnienia wynosiła 25 osób/km² (wśród 1504 gmin Kraju Loary Champagné-les-Marais plasuje się na 483. miejscu pod względem liczby ludności, natomiast pod względem powierzchni na miejscu 70.).